# Matteo Foschi
Matteo Foschi (Milano, 27 marzo 1977) è un ex rugbista a 15 e allenatore di rugby a 15 italiano, in carriera attivo nel ruolo di seconda - terza linea.

## Biografia
Proveniente dalle giovanili dell'Amatori Milano, esordì in campionato nel 1997-98 nelle file del Parma, in cui militò una sola stagione.
Nel 1998 si trasferì a Brescia alla Leonessa, club con il quale debuttò a livello di competizioni europee nella Challenge Cup; dopo sette stagioni in Lombardia fu ingaggiato dall'Amatori Catania nel 2005 e, alla retrocessione di quest'ultimo nel 2008, tornò a Parma nel GRAN.
Nell'estate del 2010 entrò a far parte della rosa del Rovigo; a fine stagione si ritirò per diventare allenatore degli avanti nelle giovanili dell'Unionrugby, squadra di Milano.